# هاري ستون موشر
هَاري ستُون مُوشَر (بالإنجليزية: Harry Stone Mosher)‏ (1915 – 2 مارس 2001) كيميائي أمريكي ومُكتشف حمض مُوشَر.